# Crkva sv. Ivana Pavla II. u Donjem Lapcu
Crkva sv. Ivana Pavla II u Donjem Lapcu je župna crkva izgrađena 2016. godine te blagoslovljena i posvećena 8. listopada iste godine. Prilikom izgradnje ove crkve 27. svibnja 2015. godine gradilište je bilo blagoslovljeno te je položen kamen temeljac kojeg je blagoslovio papa Ivan Pavao II. Crkva je dimenzija 25 x 14 metara, a toranj joj je visok 30 metara. Ovo je prva novoizgrađena crkva na tom području nakon što je 1941. godine za vrijeme tzv. narodnog ustanka spaljena katolička crkva u mjestu Boričevac.